# Hydrodendron armatum
Hydrodendron armatum is een hydroïdpoliep uit de familie Haleciidae. De poliep komt uit het geslacht Hydrodendron. Hydrodendron armatum werd in 1924 voor het eerst wetenschappelijk beschreven door Stechow. 